# تنتوریوم مخچه
تنتوریوم مُخچه (انگلیسی: Cerebellar tentorium) امتدادی از سخت‌شامه است که میان مخچه و ساقه مغزی قرار گرفته و این دو را از لوب‌های پس‌سری مخ مجزا می‌نماید و طاق محکم غشایی را تشکیل می‌دهد. تنتوریوم مخچه، لامینای قوسی شکل بوده، که در وسط به بالارفته و در اطراف به سمت پایین متمایل می‌شود، سطح فوقانی مخچه را پوشانیده و کار پشتیبانی از لوب‌های پس‌سری مغز را بر عهده دارد. حاشیهٔ پیشین (قدامی) آن آزاد و فرورفته است، از سمت عقب توسط کنارهٔ محدب و برجسته خود به حاشیه‌های عرضی به سطح داخلی استخوان پس سری متصل می‌شود و در آنجا سینوس‌های عرضی را احاطه می‌نماید؛ از سمت جلو سینوس‌های خاره‌ای بالایی را در بر می‌گیرد، در نوک بخش خاره‌ای استخوان گیجگاهی، حاشیه‌های رها و متصل باهم تلاقی می‌کنند و با تقاطع دیگری، به سمت جلو امتداد دارند تا برای زوائد و برجستگی‌های پیشین و پسین کلینوئید ثابت نگه داشته شوند. تا خط میانی سطح فوقانی آن، حاشیهٔ پسین (خلفی) داس مغز اتصال یافته‌است. تنتوریوم نیمکره‌های مغزی را حمایت کرده و آنها را از بخش تحتانی مغز جدا می‌نماید. زمانی که فشار اضافی در حفره جمجمه‌ای به وجود آید، بافت مغزی ممکن است در مقابل تنتوریوم فشرده شده یا این که به سمت پایین جابجا گردد، که این فرایند فتق یا بیرون‌زدگی مغز نامیده می‌شود.
تنتوریوم از لحاظ بالینی حائز اهمیت است زیرا تومورهای مغزی اغلب به صورت بالاچادرینه‌ای (سوپراتنتوریال)، و زیرچادرینه‌ای (اینفراتنتوریال) مشخص می‌شوند. موقعیت و محل تومور می‌تواند در تعیین نوع تومور کمک نماید، زیرا تومورهای مختلف با تکرار و کثرت‌های متفاوتی در هر محل به وجود می‌آیند. به علاوه، اکثر تومورهای دوران کودکی زیرچادرینه‌ای هستند در حالیکه بیشتر تومورهای بزرگسالی به صورت بالاچادرینه‌ای می‌باشند. همچنین موقعیت تومور می‌تواند دارای ارزش تشخیصی باشد. از آنجایی که تنتوریوم (تنتوریوم) یک ساختار سخت است، در صورت انبساط حجمی پارانشیم در بالای چادرینه، مغز می‌تواند تا حدی از طریق تنتوریوم به سمت پایین فشار داده شود. این فرایند موسوم به فتق مغزی بوده و اغلب در طرف آسیب‌دیده به واسطهٔ فشار بر روی عصب سوم جمجمه باعث مردمک‌گشادی (میدریاز) می‌شود. فتق چادرینه‌ای یک علامت جدی است خصوصاً زمانی که ساقه مغزی فشرده شده همچنین در صورتی که فشار بیشتر افزایش یابد.

## نگارخانه

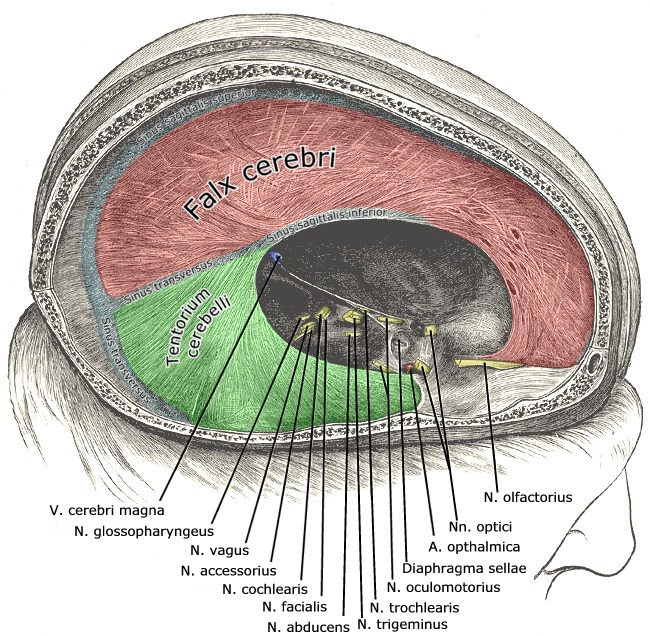
Dura mater and its processes exposed by removing part of the right half of the skull, and the brain.
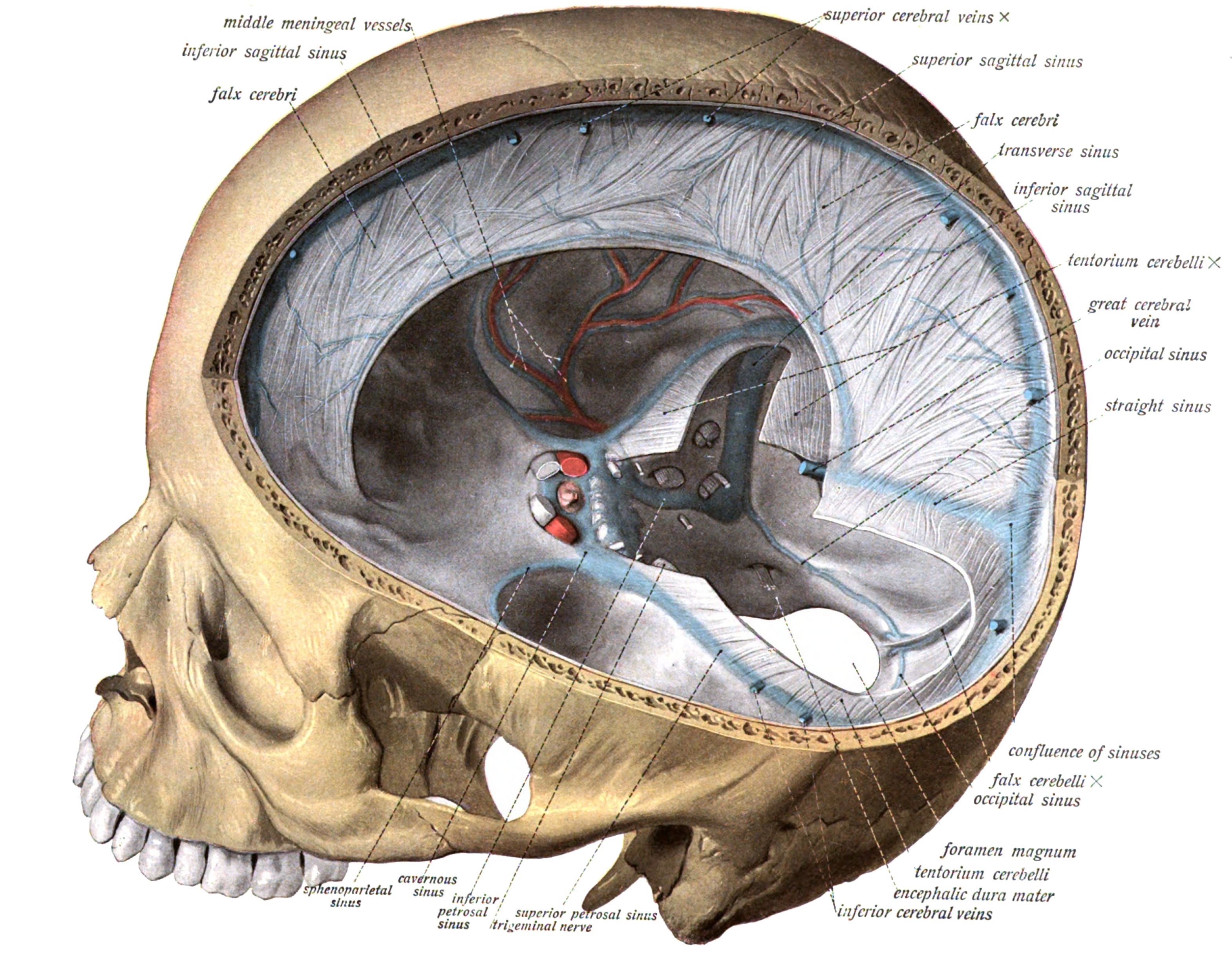
Tentorium cerebelli seen cut out in the back of the skull.
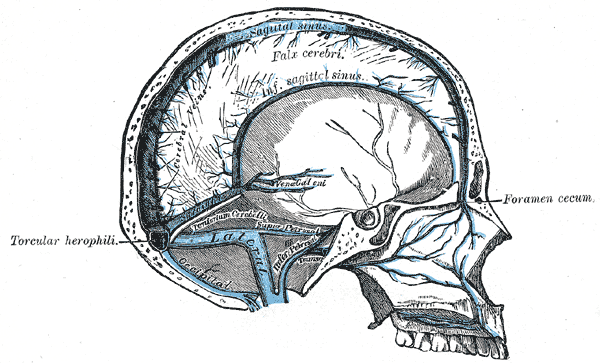
Sagittal section of the skull, showing the sinuses of the dura.
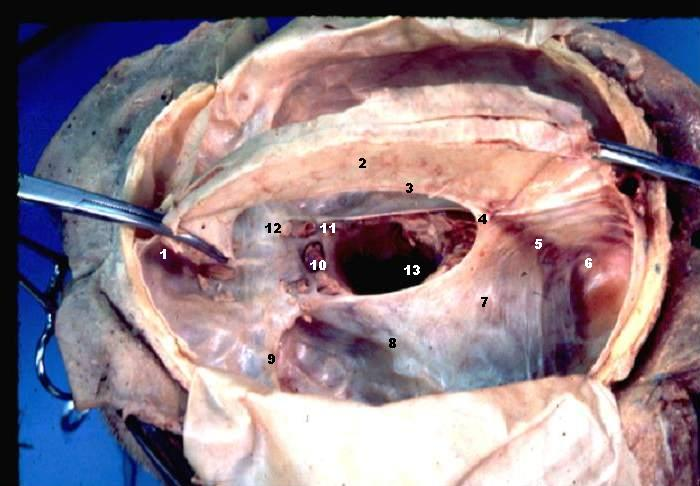
Human brain dura mater (reflections)
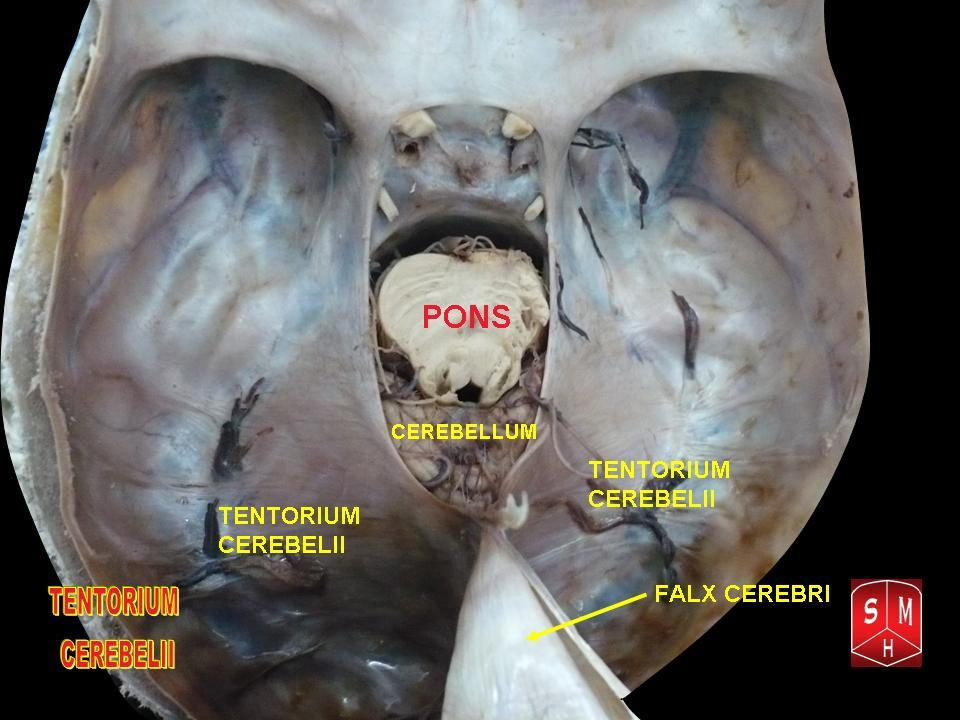
Tentorium cerebelli